# Rainer Maria Woelki
Rainer Maria Woelki (Colonia, 18 de agosto de 1956) es un cardenal alemán de la Iglesia católica. Desde 2014 es arzobispo de Colonia.

## Biografía

### Formación
Estudió Filosofía y Teología en la Universidad de Bonn y en la Universidad de Friburgo. En el año 2000 obtuvo el doctorado en Sagrada Teología en la Pontificia Universidad de la Santa Cruz de Roma.

### Sacerdocio
Fue ordenado sacerdote el 14 de junio de 1985 por el cardenal Joseph Höffner, entonces arzobispo de Colonia. 
En 1989 fue nombrado capellán militar de Münster, y al año siguiente se convirtió en vicario parroquial. Ese mismo año fue elegido secretario del cardenal y arzobispo de Colonia Joachim Meisner.

## Episcopado

### Obispo Auxiliar de Colonia
El 24 de febrero de 2003, el papa Juan Pablo II lo nombró Obispo titular de Scampa y Obispo Auxiliar de la Arquidiócesis de Colonia. Recibió la consagración episcopal el 30 de marzo de ese año con la imposición de manos del cardenal Joachim Meisner.  

### Arzobispo de Berlín
El 2 de julio de 2011, el papa Benedicto XVI lo designó IX Arzobispo Metropolitano de la Arquidiócesis de Berlín. 

### Arzobispo de Colonia
El 11 de julio de 2014, el Papa Francisco lo nombró XIII Arzobispo Metropolitano de la Arquidiócesis de Colonia, sustituyendo al cardenal Meisner.
En marzo de 2021 él confirmó que desde 1975 hasta 2018, decenas de casos de abuso infantil se habían mantenido en secreto en su archidiócesis, rechazando de todas maneras dimitir del cargo. En 2020, siendo arzobispo de Colonia desencadenó una crisis en la mayor diócesis de Alemania al decidir no publicar un dictamen sobre la forma en que se trataron las denuncias de abusos sexuales.
El 2 de marzo de 2022, justo cuando se había fijado su regreso al cargo, presentó formalmente su renuncia a la Santa Sede ante la magnitud del escándalo.

## Cardenalato
En el consistorio del 18 de febrero de 2012 el papa Benedicto XVI lo nombró cardenal con el título de San Juan María Vianney.

### Cargos en la curia romana
- El 10 de marzo de 2015 fue nombrado miembro de la Administración del Patrimonio de la Santa Sede.[7]

- El 6 de septiembre de 2016 fue nombrado miembro de la Congregación para el Culto Divino y la Disciplina de los Sacramentos, volviendo a ser confirmado como miembro de dicha Congregación el 22 de febrero de 2022.[8]

- Es miembro del Pontificio Consejo para la Promoción de la Unidad de los Cristianos (confirmado in aliud quinquennium el 13 de diciembre de 2017).[cita requerida]

- El 28 de mayo de 2019 fue confirmado como miembro de la Congregación para el Clero in aliud quinquennium.[9]

- El 10 de marzo de 2020 fue confirmado como miembro de la comisión cardenalicio de la Administración del Patrimonio de la Sede Apostólica in aliud quinquennium.[10]

- El 13 de diciembre de 2022 fue confirmado como miembro del Dicasterio para la Promoción de la Unidad de los Cristianos ad aliud quinquennium.[11]